# Cour d'appel final de Hong Kong
La Cour d'appel final de Hong Kong (en anglais, Court of Final Appeal ou HKCFA, en chinois, 香港終審法院) est la juridiction suprême du système juridique de la Région administrative spéciale de Hong Kong (Chine). Elle a été créée à la date de la rétrocession de l'ancienne colonie britannique le 1er juillet 1997 pour remplacer l'ancienne Cour suprême du régime colonial.
La Cour siège entre 1997 et 2015 dans la maison des Missions étrangères de Paris, puis depuis 2015 dans le bâtiment de la Cour d'appel final.